# Симагин, Иван Алексеевич
Иван Алексеевич Симагин (10 февраля 1917, Рязанская губерния — 22 апреля 1972, Раменское, Московская область) — советский организатор производства. Директор Раменского приборостроительного завода Министерства авиационной промышленности СССР в 1968—1972 годах. Почётный гражданин города Раменское.

## Биография
Родился в 1917 году в деревне Лошаки Скопинского уезда Рязанской губернии (ныне — Милославского района Рязанской области).
Поступил на подготовительные курсы при горном техникуме. Учёбу на курсах совмещал с работой каменщиком. В 1935 году окончил рабфак при Московском кредитно-экономическом институте в городе Скопин Московской (ныне — Рязанской) области и поступил в МВТУ имени Н. Э. Баумана.
После окончания МВТУ имени Н. Э. Баумана в феврале 1941 года пришёл работать мастером на завод № 279 Наркомата авиационной промышленности (НКАП) СССР в городе Раменское Московской области. В тот момент только возводились первые цеха предприятия. На заводе едва успели приступить к выпуску первой продукции, как началась Великая Отечественная война. 
В октябре 1941 года завод № 279 НКАП СССР был эвакуирован в город Ижевск — столицу Удмуртской АССР (ныне — Удмуртской Республики) и действовал там до августа 1945 года. В Ижевске работал мастером, а затем начальником цеха завода, который в годы войны выпускал электробезиномеры, пневматику и электромоторы для приборов, бомбосбрасыватели. В 1943 году вступил в ВКП(б)/КПСС. За образцовое выполнение заданий Правительства по выпуску военной техники в годы Великой Отечественной войны в 1945 году награждён орденом «Знак Почёта».
После возвращения завода из эвакуации, вернулся в Раменское, где на месте эвакуированного завода № 279 был образован новый приборный завод № 149 Наркомата (с марта 1946 года — Министерства) авиационной промышленности (МАП) СССР, в коллектив которого влилась часть коллектива завода № 279. Будучи деятельным и грамотным специалистом, много сделал в сложнейший послевоенный период, когда надо было восстанавливать заводские цеха после возвращения из эвакуации и осваивать новую технику. В 1948 году назначен главным контролёром завода № 149 МАП СССР.
В 1953—1954 годах работал начальником производства на заводе № 122 МАП СССР в Москве (позднее — Первый Московский приборостроительный завод имени В.А. Казакова). В 1954 году вернулся на завод № 149 в качестве главного технолога и проработал в этой должности 4 года.
В 1958—1968 годах — главный инженер завода № 149 — Раменского приборостроительного завода (РПЗ) Московского областного (в 1963—1965 годах — Московского) совнархоза — Министерства авиационной промышленности СССР (с 1965 года). Работал под началом М. Л. Михалевича, являясь его первым заместителем.
В период его работы на посту главного инженера РПЗ, шло активное развитие завода, заводчане стали осваивать и выпускать продукцию космического назначения, проводили коренную перестройку производства. 
Указом Президиума Верховного Совета СССР от 22 июля 1966 года «за успешное выполнение плана 1959—1965 гг., создание и производство новых видов техники» главный инженер Раменского приборостроительного завода Министерства авиационной промышленности СССР И. А. Симагин награждён орденом Трудового Красного Знамени.
С 1968 года и до последнего дня жизни — директор Раменского приборостроительного завода Министерства авиационной промышленности СССР.
План восьмой пятилетки (1966—1970) по объему производства был выполнен коллективом РПЗ досрочно – 1 октября 1970 года. Производительность труда составила 182,6 % по отношению к 1965 году. Объем производства вырос в 1,9 раза.
Указом Президиума Верховного Совета СССР от 1970 года за заслуги в досрочном выполнении пятилетнего плана 1966-1970 гг. и создание новой техники директор Раменского приборостроительного завода Министерства авиационной промышленности СССР И. А. Симагин награждён орденом Ленина.
Как руководитель градообразующего предприятия, много внимания уделял не только производственной деятельности, но и развитию социальной сферы: строительству жилья, благоустройству заводских баз отдыха, социальной инфраструктуры. За годы его директорства более 600 семей заводчан въехали в новые дома, была построена городская школа № 1, введена в строй котельная, обеспечивавшая теплом значительную часть города. В 1970 году начал работать заводской музей трудовой Славы.
Избирался членом Раменского горкома КПСС, депутатом Московского областного и Раменского городского Советов депутатов трудящихся.
Жил в городе Раменское. Умер 22 апреля 1972 года в Москве в больнице Института экспериментальной патологии и терапии рака Академии медицинских наук СССР, куда был госпитализирован в марте того же года. Похоронен на Центральном межпоселенческом кладбище города Раменское (участок № 2).
После смерти И. А. Симагина коллектив РПЗ выдвинул директором завода главного инженера В. Н. Степнова, который руководил предприятием более 20 лет.
Почётный гражданин города Раменское (1998, посмертно). 

## Награды
- орден Ленина (1970);
- орден Трудового Красного Знамени (22.07.1966);
- орден «Знак Почёта» (16.09.1945)[1];
- Медаль «В ознаменование 100-летия со дня рождения Владимира Ильича Ленина» (1970);
- Медаль «За оборону Москвы»;
- Медаль «За доблестный труд в Великой Отечественной войне 1941—1945 гг.» (1945);
- Медаль «В память 800-летия Москвы» (1947);

## Память
9 февраля 2018 года в Раменском на доме 19 по улице Советская была установлена мемориальная доска И. А. Симагину.
В 2019 году сын И. А. Симагина Владимир в соавторстве Еленой Жарковой выпустил в свет книгу об отце «РПЗ – моя судьба. Пишем историю вместе».